# 老三台
老三台（或三台）指的是臺灣最早創辦的3家電視台，分別是臺灣電視公司（1962年10月10日開播）、中國電視公司（1969年10月31日開播）以及中華電視公司（1971年10月31日開播），均為無線電視台。雖然現今台灣的電視台數量早已增加，對於很多出生在1960-1980年代的台灣人來說，他們從小就看老三台的節目長大，對老三台有一份特殊的感情。而在此之後開播的電視台也因此被統稱為「第四台」，特別是衛星電視台。

## 创立的背景
二战之后，电视作为一种新兴的传播媒体在世界各地开始普及。为适应情势，建立电视台的呼声在台湾开始出现。1960年5月20日，中國廣播公司與日本電氣株式會社合作，試播現場電視節目《中華民國第三任總統就職大典》，廣播台設於圓山一百四十公尺的高地，十公里以內若無高大的建築物阻擋，都可以收到節目訊號；這是台灣第一次的電視實況轉播，當時僅有五十台電視機。1961年，教育部部長黃季陸呈准行政院責成國立教育資料館設立「教育電視廣播實驗電台」（NETV，簡稱「教育電視台」），並由國立交通大學電子研究所與私立中國電子工程傳習所分別負責工程與節目之籌備事宜。1962年2月14日，教育電視台正式成立並試播，成為台灣第一家電視台。由於教育電視台不播廣告，教育電視台的經費完全依賴教育部的預算。教育電視台平常日每天12時50分開播、16時10分收播，星期日9時整開播、12時03分收播，每週廣播時間共計23小時。教育電視台的收視範圍僅有台灣北部地區，收視率僅有1.40%。

### 臺灣電視公司
臺灣電視公司建立于民国51年10月10日（1962年10月10日），是台湾第一家电视台，英文缩写为Taiwan Television、Taiwan TV、TTV。首任董事长为林柏寿，首任总经理为周天翔，资本额为新台币三仟万元。其前身为台湾省政府教育局教育资料馆设立的“教育实验电台”。1962年10月10日中午12:00舉行開播儀式，由時任第一夫人宋美齡按钮，晚上19:00時整台湾电视公司正式开播，开启中华民国电视史。1969年9月7日，台视发射全台湾第一个彩色电视信号。2000年8月13日，赖国洲就任台视董事长，胡元辉就任台视总经理。2007年實行民營化後，非凡電視台成為台視的最大股東。台視現任董事長黃菘、總經理周法勛，目前有台視主頻等四個电视频道。
2014年12月29日主頻成為首個HD訊號播的無線台主頻，2016年12月21日新聞台也升級HD訊號播出。

### 中國電視公司
中國電視公司是台灣第二家電視台，建立于1968年9月3日，1969年10月31日下午18:30時整，由時任的副总统严家淦主持按钮仪式，中视正式开播。中视的开播，改变了國内无线电视仅此一台（台视）的局面，并一次完成全国电视播映网络，全部以彩色播映，将中华民国的电视由黑白时代带入彩色时代。后中视因资金问题而成为中國國民黨党营媒体。1999年8月9日，中视股票公开上市，成为台湾第一家股票公开上市的媒体。2005年12月24日，中国国民党将中视的控股权售予一财团，该财团由一个总部设於香港，由“荣丽投资公司”（《中國時報》董事长余建新等持有）持有两成权益，台视及其四个日资股东（富士電視台、NEC、东芝、日立）合共持有一成权益，其余七成权益由香港及海外投资者（当中没有台湾人）持有的财团营运。2008年加入旺旺中時媒體集團。中國國民黨已經退出中视经营。現任董事長盧秀芳。目前中视有中視數位台等四个电视频道。
2016年2月15日起主頻升級HD訊號播出。原中視HD台更名中視菁采台，原中視綜藝台更名中視經典台。
2017年7月31日，中視新聞台升級HD訊號播出。

### 中華電視公司
中華電視公司是由教育部、國防部、企业界人士与侨界领袖等共同投资设立的台灣第三家電視台。1971年10月31日下午16:30時整正式开播。是中華民國政府持股較多的無線電視台之一。2004年7月，深綠色彩鲜明的台湾资深艺人江霞成为官派的华视总经理。由于华视实行总经理制，总经理说了就算数，因而在网络上有不少人认为：华视新闻在徐璐担任总经理期间好不容易建立的公正性会被江霞摧残。他们在PTT上号召“拒看华视”，直到江霞在2006年3月卸任为止。
2006年7月1日，公共电视台与华视合组成台灣公共廣播電視集團。現任董事長由公視董事長胡元輝兼任；現任總經理劉昌德。也是公廣集團唯一播送商业广告的。目前拥有華視主頻等六个电视频道。
2015年10月1日，主頻升級HD訊號播出；2017年2月3日，華視教育文化台和華視新聞資訊台也升級HD訊號播出。另外因配合製播立法院院會是日開播國會頻道1台和國會頻道2台，原華視綜合娛樂台停播。2017年12月15日，華視教育文化台改為華視教育體育文化台。

## 演藝人員制度
老三台的演藝人員分為兩大類：“基本”與“特約”。剛進入演藝圈或資淺的藝人，就與電視台簽約成為「特約歌星」或「特約演員」；有一定知名度或大牌的藝人，就與電視台簽約成為「基本演員」或「基本歌星」；但這不是絕對的。有些有來頭的藝人，一進來就能與電視台簽約成為「基本演員」或「基本歌星」；有些簽兩年「特約」的藝人，因表現優異而能升格為「基本演員」或「基本歌星」。「特約」的通告費是「基本」的一半。
原則上，一個藝人只能與一家電視台簽約；一個藝人若無其所屬電視台的同意，不可參加另外兩家電視台的節目錄影。任何一家電視台均可向另外兩家電視台申請借調藝人。有些藝人根本不想被合約綁死，這樣才可以遊走老三台。演藝人員制度直到1980年代末期才全面廢止。

## 解严前的老三台
- 1970年5月，由於台視與中視惡性競爭，導致電視廣告氾濫，大量播映歌仔戲、布袋戲，竟然形成「農民不耕田，工人不作工，小學生逃學，人民不接受政府防疫注射，全國半數以上電影院關門」之現象。（李瞻 1984）
- 1972年11月16日，大眾傳播學者李瞻在立法院教育、交通兩委員會審查《廣播電視法》草案時，建議由政府單位協調老三台合併為一家公營的電視公司，使電視節目走上正軌。
- 1972年11月18日，總統府資政陳立夫在中華民國電視學會「電視問題座談會」中，針對「改進現今電視制度」議題，提出了三個辦法，並主張將老三台由商營改為公營。
- 1984年起，老三台必須按照新法規定，繳交電視發展基金，以支持公共電視。
- 1986年9月15日，台視向行政院新聞局廣電處反應，希望周末的電視節目開播時間提前為11時30分，以利節目安排，並服務更多的觀眾群。台視指出，原本的電視節目開播時間為11時50分，當初電視播出時間設限是因節約能源，如今此理由已不存在，這可由午間增播時間的實施得到證明。
- 依據聯合國教科文組織大眾傳播處前處長索慕蘭（Prof. E. Lioyd Sommerland）之分類，老三台無論是屬於「公商並營電視」還是「商營電視」，事實上都有60%的股份是來自公家，但純粹是以商業方式經營；沒有一個電視台領受過政府補貼或享有免稅優待，盈虧必須完全自行負責。（楚崧秋，〈對當前國內電視的一些看法〉，《一個電視新生的告白》第53頁。）
- 在外觀上，老三台都是以商業電視型態發展；但是，事實上，老三台都是並不純粹的商業電視台：資本結構上，老三台都有大比例的公股；以當時的《廣播電視法》或當時最新公佈的《電視節目製作規範》等來看，老三台又具有公共電視性質。因此，老三台不是純民營商業電視，也不是政府或公共電視；老三台的生存方式是完全商業性的自給自足方式，老三台的發展路線卻又不得不受許多主觀、客觀、內在、外在的侷限。（楚崧秋，〈電視的昨日、今日與明日〉，《一個電視新生的告白》第64頁。）

## 解严后的老三台
- 三台的创立具有浓厚的政治色彩，其分别代表了当时台湾的黨（中视）、政（台视）、軍（华视）三股势力；依行政層級來區分，則可分為省營（台視）、黨營（中視）、國營（華視），但是互不隸屬。三台之间既有合作又有竞争，也同時具備商業媒體與公共媒體的性質。由于政治势力的介入与干扰，三台的内容与后来的民视、公视及有线台（如中天、東森、三立、年代、TVBS）等电视台相比内容僵化，优势渐失。
- 1998年時黃金時段有線頻道佔有率是35%，中視22%、台視20%、華視18%、民視5%。非主要時段，有線頻道的佔有率是61%、中視14%、台視12%、華視10%、民視3%。中視的收視率超過4%，台視及華視亦接近4%。[1]。但在2023年第一季，台視收視率有0.4%、中視0.36%、華視0.16%。無線台最高的民視有0.61%，公視則有0.13%[2]
- 解嚴以後，面對台灣有線電視產業的蓬勃發展，老三台都曾經嘗試開闢有線電視第二頻道，包括：台視衛星冠軍頻道（CTTV）、中視二台、華視鑽石頻道。在老三台之中，中視是唯一成功開闢有線電視第二頻道的電視台；這個頻道就是中視二台，現在已經被併入中天電視網（即現在的中天娛樂台）。台視衛星冠軍頻道於1997年3月24日試播，1997年5月2日開播，由於與各地有線電視系統業者的簽約問題，「卡位」不順利，能見度不高（71.8%的中南部有線電視收視戶可以看到該頻道，30%左右的大台北地區有線電視收視戶可以看到該頻道），開播幾個月之後就被迫停播。華視有了台視的前車之鑑，決定跳過有線電視，直接規劃直播衛星（DBS）來臨後「無線電視與直播衛星之間策略聯盟」的關係，原訂1997年9月1日開播的鑽石頻道無限期延後開播。
- 1997年中華民國縣市長選舉，老三台與有線電視「四台會」（超級電視台、東森電視、傳訊電視（中天）、環球電視)首度合作報導開票過程。
- 2001年12月17日，老三台與民視受到景氣低迷及廣告被有線電視瓜分，造成廣告業績急遽萎縮，導致經營艱困，故列舉六項現行法規「不公平條款」，以中華民國電視學會的名義，希望行政院新聞局修正無線電視相關法規。此舉被視為無線四台展開「絕地大反撲」的第一步。
- 2014~2016年老三台主頻道陸續升級HD訊號播出。

## 民进党政府执政后的经营权变动
民进党执政的陳水扁政府上台後，由于台视与华视分别属于原先的台湾省政府和国防部。因此随政权的变动，这两家电视台也出现了人事变动。而中视由于是国民党的党产，因此未受影响，直到2005年12月，国民党撤出中視經營權。2006年配合公廣集團成立而將華視公共化。2007年台視完成民營化，成為非凡電視的關係企業。

## 從黑白節目到彩色節目
1969年9月7日，台視首先宣布不定時試播彩色電視節目；1969年9月25日，台視宣布彩色電視節目試播成功；1969年10月6日起，台視在每天11:00～12:00試播彩色影片一周；1970年4月12日起，台視首次以彩色節目訊號定期播出現場節目《群星會》。1969年10月31日，中視播出彩色電視節目。1971年10月31日，華視播出彩色電視節目。從此以後，老三台節目逐漸彩色化。

## 电视数位化与未来的发展
- 2004年夏季，利用2004年夏季奧林匹克運動會的直播，老三台與民視共同推廣無線數位電視（主要是這四家電視台的合作廠商所製造的無線數位電視接收設備），把奧運風潮視為推廣無線數位電視的工具。媒體改造學社曾經嚴詞批判這種做法：「奧運期間，台視、華視、中視和民視取得比賽轉播權，但是不但沒有滿足觀眾的需求，甚至藉此要求觀眾花錢訂購他們的數位頻道；或者四家頻道聯播有豐富廣告收入的棒球比賽，不顧頻道節目安排的平衡；完全是在商言商，把數位科技當作賺錢的工具，而不是服務公眾的工具。」[3]
- 2012年6月30日，該日中午12:00起無線電視類比訊號關閉，老三台主頻改以數位訊號播出。
- 2012年7月，為了無線台以高畫質電視做2012年夏季奧林匹克運動會直播，個別開播一台高畫質頻道[4]
- 同年8月13日奧運閉幕後，開始製作及播出高畫質製作的節目[5]，老三台也正式進入高畫質電視的時代。初期節目內容以聯播主頻節目和過去曾播出的精選節目為主。
- 2014年12月29日，台視主頻改以HD訊號播出節目，為首個的HD畫質無線台主頻。華視也在2015年10月1日把主頻升級HD播出；隨著2016年2月15日起中視主頻加入；老三台主頻都以HD訊號播出。中華民國電視學會亦期望2017年有線電視系統全面數位化後再修正廣電三法（《廣播電視法》、《有線廣播電視法》、《衛星廣播電視法》），增加無線台頻道在有線電視系統的必載數。

- 2010年代末期，隨著網路串流媒體及社群網路興起，和傳統電視公司（如有線電視、IPTV業者）都承受來自新媒體的壓力，開始增加社群經營，同時除了和既有的有線電視合作，也開始陸續和串流媒體合作經營原創影視內容。

## 老三台小知识
- 黃金時段：收視人口較多的時段，通常是每天19點整至22點整。
- 八點檔：每週一至週五20:00點整播出的電視節目的統稱，播出的節目大多是連續劇。
- 三台聯播：1970年代至1990年代初期，老三台在同日同一時段聯播同一節目。每月換一電視台擔任聯播工作的主辦單位，主辦的電視台稱為「值月台」。這一類的節目有：
  - 自1976年1月12日起21:00聯播《寒流》開始三台聯播連續劇。
  - 1979年1月1日起每周一21:00的敍史節目《大時代的故事》。
  - 《新聞橋》
  - 《電視與觀眾》
  - 中華民國國慶慶典直播。
  - 而三台联播时段更成为后来出现的公共电视節目的前身。
- 開播時播放的中華民國國歌影片：目前台視各頻道於每週一；中視各頻道於每月其中的一個週二（單月第3個週二、雙月第2個週二）；華視主頻每月最後一個週五及華視教育文化台每天播放。
- 立體聲與雙語廣播：1992年1月1日，台視、中視、華視立體多聲道電視廣播系統正式開播，採用美國增你智（Zenith）公司開發的Zenith-dbx電視立體聲與雙語音系統頻譜。立體聲與雙語節目皆會標示華視設計的立體聲與雙語節目標誌。
- 收播檢驗圖：目前台視各頻道於每週一凌晨03:00(主頻時間不定)~05:00；中視各頻道於每月其中的一個週二（單月第3個週二、雙月第2個週二）03:00~03:02[6]、03:50~03:55；華視主頻每月最後一個週五凌晨04:00~05:00及華視教育體育文化台每天凌晨04:00~05:00播放。
- 大型體育賽事直播：如亞運、奧運等。

## 老三台節目製作型態
在電視台播出時間增長、企劃及編劇人才有限等情況下，電視台必須將大部分的節目委託電視節目製作公司來製作。老三台的節目製作型態可大略區分為下列四類：
- 內製：電視台自行負責節目的製作，廣告業務由電視台業務部門接洽、安排。例如新聞、新聞性節目（華視《早安今天》除外，該節目是由太國影視製作，是台灣第一個外製的新聞節目）、應景節目（例如端午節特別節目）、大型轉播節目（例如頒獎典禮）、慶典現場直播節目。
- 委製：由電視節目製作公司提出企劃案，並列出預算。電視台審核之後，若認為合理，則給予該筆預算所需的經費。電視節目製作公司只需做好節目，不須負擔廣告的招攬。這是最常見的型態。當節目的收視率高、廣告收入多時，電視節目製作公司享受不到額外的利益。例如華視《綜藝100》。
- 外製外包：電視節目製作公司必須向電視台取得播出時段，且須自行承攬廣告業務與節目製作；電視台負責審核節目品質。電視節目製作公司在製作節目時，可依自身需要來決定是否使用電視台攝影棚內設備。例如中視《歡樂一百點》、華視《鑽石舞台》。
- 內製外包：電視台自行負責節目的製作，廣告業務則由電視節目製作公司業務部門代為接洽、安排。這是最少見的型態。例如華視《華視劇展》。

## 中文字幕
一般而言，老三台大部分錄影播出的節目都有搭配使用繁體中文字幕，以忠實呈現節目中各個人物的講話內容，讓各個階層的觀眾（尤其聾人）都能看得懂節目內容，同時配合教育部的「推行國語」政策。台視自開播以來，就使用電視上“重疊”的效果，在外語及閩南語節目上加註白色字幕；演變至今，大部分的節目都有加上字幕。
字幕早期都是手寫的。重疊方式播出的白色字幕，實際播出時有很多缺點（容易與實際畫面的白色部分混淆等）；手寫的字幕也會因人而異，影響播出時的實際效果。1971年8月，台視從英國引進EDS公司出品的兩部滾動式字幕機，字幕改為打字機打字，可在白色字幕上添加黑色陰影，改善了字幕的播出效果。至於外語節目，因為對白速度較快，必須使用跳動式字幕機；因此，1975年12月7日，台視主控組利用電子延遲及反相的原理，自行設計字幕加邊裝置，效果良好。1976年9月，台視把字幕完全納入加邊及加顏色的裝置。
1984年5月20日，中視率先啟用「電視中文字幕電腦作業系統」慶祝第七屆正副總統就職及公共電視節目開播，使用的電腦是國產16位元個人電腦，以特製之轉接器將電腦連接電視系統後將字幕加邊加色，每個中文字以24×24像素組成仿宋體，第一個使用中文電腦字幕的節目是第一個公共電視節目《大家來讀三字經》。1987年3月，台視啟用Altos公司超迷你級2086與886型電腦各一台，由這兩台電腦控制自動播出字幕，另附八個終端機配合2086作為輸入之用及兩個終端機配合886作為輸出之用。1990年10月15日，中視全面更新電腦字幕系統為IBM PC386，字體更清晰、穩定。
2000年代後，隨著電視數位化，電視台以節目製作公司或代理商附上的字幕，或自行以剪輯軟體字幕編輯功能製作的字幕，取代原有播映系統的字幕功能。
為了保護兒童的視力，部分兒童節目只有國語發音而沒有字幕，例如台視播出的幼兒節目《我是好寶寶》以及中視播出的卡通影片 《小泰山》 （页面存档备份，存于）。

## 三台聯播的節目
- 2000年以前，每年中華民國國慶日（10月10日）19:00到20:00，台視都會安排台內晚間新聞主播與記者群在同一個攝影棚內播報晚間新聞，中視、華視亦然。
- 《尖端》：光啟文教視聽節目服務社（光啟社）製作之科技性電視節目，簡又新主持，獲得第18屆金鐘獎電視金鐘獎新聞節目獎。
- 《新聞橋》：中華民國新聞評議委員會（新聞評議會）製作之新聞評議節目。
- 《電視與觀眾》：1983年4月24日至1987年12月27日，每周日20時整播出，每集長度為五分鐘到十分鐘，共241集（台視、中視）或239集（華視）。該節目是由中華民國電視學會製作，老三台的新聞部輪流執行製作，告訴觀眾有關電視的經營制度、節目製作、以及觀眾有興趣的其他問題。
- 《映象之旅》：台視製作的社教節目，播出期間為1981年8月11日至1988年6月27日（台視）或1982年10月12日（中視、華視），共119集（台視）或58集（中視）或57集（華視）。
- 《新聞眼》：中視新聞部製作的第一個三台聯播新聞專題節目，1981年9月7日開播。公共電視節目取代三台聯播節目以後，成為中視獨播的公共電視節目。
- 《我們的歌》：華視製作的社教節目，播出期間為1981年9月17日至1982年3月4日，共23集。
- 《范園焱時間》：中視新聞部製作，反共義士范園焱主持。
- 1970年代，週間21時整都會播出「反共愛國」主題的國語連續劇；節目開始前三分鐘會播放宣導短片（例如：《行的安全》），因此事實上節目從21時03分開始。1980年代開始，改播出一般節目，起初仍然三台聯播，《映象之旅》在三台都有播放的時期就是在這個時段三台聯播，《新聞眼》三台聯播時期也一樣。1984年5月20日公共電視節目開播、取代三台聯播節目，此時段不再三台聯播。公共電視節目沒有自己的頻道，徵用老三台節目時段播出，但沒有三台聯播。
  - 《寒流》：60集，自1976年1月12日至1976年4月21日21:03~21:30首播；1976年9月6日至1976年12月8日21:03~21:30第一次重播（台語版），1979年2月27日至1979年4月14日20:00~21:00第二次重播。
  - 《我要飛上青天》：上演范園焱駕軍機投奔中華民國的故事。
  - 《風雨生信心》：自1977年9月12日至1977年11月19日每周一至周五21:03~21:30播出（完結篇播至21:50）。主題曲〈風雨生信心〉由蕭孋珠主唱。
  - 《河山春曉》：自1977年11月21日至1978年2月3日每周一至周五21:03~21:30播出。
  - 《煉獄兒女》：自1978年2月13日至1978年4月11日每周一至周五21:03~21:30播出。主題曲〈莫待失敗徒感慨〉由陳芬蘭主唱。
  - 《躍馬中原》：自1978年7月31日至1978年9月8日每周一至周五21:03~21:30播出。主題曲〈躍馬中原〉由吳秀珠主唱。
  - 《國恩家慶》：自1978年9月11日至1978年10月13日每周一至周五21:03~21:30播出。主題曲〈國恩家慶〉由費玉清主唱。
  - 《海棠血淚》：同名主題曲由江音主唱。
  - 《大時代的故事》：主持人端坐主播台講述自辛亥革命至中國抗日戰爭勝利為止的中華民國史。
  - 《西貢風雲》：自1979年7月3日至1979年8月14日每周二至周六21:03~21:30播出。描述越戰。
  - 《路》：以報導文學形式描述成功台灣企業家的成功過程。

## 老三台的國際合作

### 台視在全球各地的姊妹台
- 香港：電視廣播有限公司 (無綫電視)（Television Broadcasts Limited；TVB）
- 美國：國家廣播公司（National Broadcasting Company；NBC）
- 日本：日本放送協會（Japan Broadcasting Corproation；Nippon Hoso Kyokai (NHK)）、富士電視台 (FNS)
- 法國：法國電視一台 (Television Francaise 1；TF1)
- 德國：德国公共广播联盟 (Arbeitsgemeinschaft der offentlich-rechtlichen Rundfunkanstalten der Bundesrepublik Deutschland；Deutschland；ARD)
- 荷蘭：荷蘭廣播公司（英语：Netherlands Public Broadcasting） (Nederlandse Publieke Omroep；NPO)
- 西班牙: 西班牙電視台 (Television Espanola；TVE)、西班牙廣播電視台 (Radio Television Espanola；RTVE)
- 葡萄牙：葡萄牙廣播電視 (Radio e Televisso de Portugal；RTP)
- 俄羅斯：全俄国家电视广播公司 (Vserossiyskaya Gosudarstvennaya Televizionnaya i Radioveshchatelnaya Kompaniya；VGTRK)
- 馬來西亞：馬來西亞廣播電視（Radio Televisyen Malaysia，簡稱RTM）
- 巴西：环球电视网（Rede Globo；TV Globo）
- 英國：英國廣播公司 (British Broadcasting Corporation；BBC)
- 墨西哥：墨西哥電視（Mexicanos Televisa；Televisa）
- 委內瑞拉：委內瑞拉電視（Venevision）
- 哥伦比亚：哥伦比亚電視（西班牙语：RCN Televisión）（RCN Television）
- 加拿大：加拿大廣播公司 (Canadian Broadcasting Corporation；CBC)
- 澳門：澳門廣播電視股份有限公司 (澳廣視)（Teledifusão de Macau；TDM）
- 中國大陆：中國中央電視台（China Central Television；CCTV）
- 新加坡：新傳媒電視私人有限公司 簡稱「新傳媒電視」(MediaCorp TV Singapore (MediaCorp TV))
- 澳大利亞：澳大利亞廣播公司 (Australian Broadcasting Corporation；ABC)
- 菲律賓：GMA网络 (GMA Network；GMA)
- 汶萊：汶萊廣播電視台（Radio Televisyen Brunei；RTB）
- 印度尼西亞：印度尼西亚共和国电视台（Televisi Republik Indonesia；TVRI）

### 中視在全球各地的姊妹台
- 香港：香港電視娛樂ViuTV（HK Television Entertainment Company Limited；HKTVE)
- 美國：哥倫比亞廣播公司（Colombia Broadcasting System；CBS）
- 日本：日本電視台（Nippon Television；Nippon TV/NTV）、朝日電視台
- 韓國：JTBC中央東洋廣播公司(前身為東洋廣播公司(舊公司)，簡稱TBC；現已併入韓國放送公社與文化廣播；2011年12月1日，成立新公司中央東洋廣播公司開播至今）
- 其他各國：數目太多，待考。

### 華視在全球各地的姊妹台
- 美國：美國廣播公司（ABC）
- 日本：TBS
- 香港：奇妙電視、香港電台、無綫電視
- 南韓：SBS、阿里郎電視台（Arirang）
- 北韓：朝鮮中央電視台（KCTV）
- 南非：南非電視台
- 德國：德國電視二台（ZDF）
- 秘魯：秘魯國營電視台（英语：TV Perú）
- 哥斯大黎加：第七頻道電視台
- 巴拿馬：巴拿馬國家電視台
- 巴拉圭：Red Paraguaya de Comunicación（西班牙语：Red Paraguaya de Comunicación (RPC)）
- 烏拉圭：第十二頻道電視台
- 洪都拉斯：中央電視（西班牙语：Televicentro (Honduras)）（Televicentro）
- 厄瓜多爾：Mega電視（西班牙语：Megavisión El Salvador）（Megavisión）
- 哥伦比亚：卡拉科爾電視台（Caracol Televisión）
- 加拿大：環球電視（Global Television Network）

## 对老三台的评价
- 1980年7月29日，當時的中視董事長楚崧秋在「中國電視公司動員月會」上演講〈建立中視為一個理想的電視系統〉（全文刊載於《中視周刊》565期以及《一個電視新生的告白》第3至12頁）時，歸納當時臺灣社會各界對老三台節目的不滿和批評包括：

1. 新聞節目比例偏低。老三台新聞節目原本各僅佔全部節目的10%到15%，當時已增至20%以上。
2. 公眾參與電視的機會與反映公眾意見的節目嫌少。一些觀眾參加競賽、訪問、展覽、反映意見，或參觀現場節目，當然是「參與」，但還不夠。
3. 節目水準仍感偏枯，尤其是婦女和兒童的好節目相當缺乏。
4. 文化性以及與大眾生活、思想有密切關連的社教性節目有待加強。
5. 廣告嫌多。有時不免誇張一點，消費性的比例偏大。

- 1984年，傳播學者李瞻在其所著《電視》一書中，引述了當時台灣電視圈流行的一首歌謠，對台灣商業電視制度流弊極盡諷刺之能事：「一二商人窩心，三台主管傷心，四方觀眾關心，五星閃耀動心，六神無主煩心，七嘴八舌噁心，九穩十拿稱心，百萬到手開心！」（按：「五星」指「影、視、歌、劇、舞」五種明星。）
- 1995年6月25日，國立政治大學新聞學系教授馮建三說，台灣電視的生態並不因第四家無線電視台由非國民黨力量的民視取得而乍現生機，而可能是另一個「新禁錮階段」的開始；若要創造轉危為安的契機，則切入點依然是老三台、而不是任何新增的無線電視或衛星電視頻道，因為「通向本土影視公共利益最近的路」正是由黨政軍所控制的老三台鋪設完成的；當台灣走向這條路時，請注意「窺伺道旁的財團，已在兩側樹滿『（媒體股權）大眾化』的稻草人」[7]。
- 2002年11月6日，台灣媒體觀察教育基金會董事長管中祥說，在那個只有老三台的時代，許多台灣民眾的生活作息與資訊接收，經常受到電視節目播出的規律流程（flow）所左右：「例如：小孩作完功課，打開電視的時間大多為下午5點，那時電視播出的是卡通；6點到7點，電視台不是播廠商贊助的益智、競賽節目，要不就是一堆媽祖、觀世音、濟公等低成本的閩南語連續劇；到了7點，打開電視，三台播的一定是新聞；8點只能看連續劇，9點會播廣電基金安排的半小時社教節目，9點半播出的大多是綜藝節目或者花系列之類的單元劇；11點一到，又得將新聞重新看一次。」[8]
- 2004年7月1日，民進黨立委蔡啟芳抨擊蔡同榮的民視與老三台一樣「沒有一家好東西」，並連說2次「叫蔡同榮去死死好了」。[9]

## 老三台的樂團
在電子合成音樂尚未在綜藝節目的伴奏工作中“一枝獨秀”的時代，老三台都有自己的樂隊，在自家的音樂節目及綜藝節目中擔任伴奏的工作。樂隊的編制，可隨著各節目的性質及排場而加以調整，可大可小。通常由指揮家兼任團長。

## 发行丛书
老三台都曾发行过专门介绍自身的动态和节目的书刊。现多已停刊。

### 台视
- 台视叢書的出版，是由台视的子公司“台视文化事业股份有限公司”负责。台视大楼地下楼设有书店“国家书坊台视总店”，售卖政府及台视文化公司出版的各种类型书刊。
- “台視叢書”並非官方所使用的固定名稱，它的前身是“電視週刊叢書”（這個才是官方曾經使用的固定名稱）。
- 台視文化公司及其前身“電視週刊社”發行的《電視週刊》，是台灣歷史最悠久的藝人動態及電視節目相關刊物，共發行了1943期，於2000年停刊。台視文化公司及其前身“電視週刊社”發行的《家庭》月刊、《常春》月刊與《女性常春》月刊，皆持續發刊至今。

### 中视
- 中视曾经发行过的丛书有：
- 中视丛书：原名“中国电视周刊丛书”（简称“中视周刊丛书”）。内容最初是以与中视节目相关者为主，后来逐渐多元化。现已停止发行。
- 《中国电视周刊》（China TV Weekly）：只报导中视及其基本歌星、基本演员等的相关讯息。曾经一度改名《中视周刊》，后来又改回来。现已停刊。
- 《扫描线》（TV Scan）周刊：以报导老三台及艺人的相关讯息为主，以取代内容日趋僵化的《中国电视》周刊。现已停刊。

### 华视
- 华视丛书：以华视节目相关者为主。
- 《中华电视周刊》（只报导华视节目及旗下艺人动态）→《华视周刊》（只报导华视节目及旗下艺人动态）→《华视综合周刊》（报导三台节目及艺人动态）
- 《今天》别刊：配合华视妇女节目《今天》的节目内容所发行的刊物。
- 以上各丛书均已停刊。

## 外部連結
- 台視 （页面存档备份，存于）（繁體中文）
- 中視 （页面存档备份，存于）（繁體中文）
- 華視 （页面存档备份，存于）（繁體中文）
- 中華民國電視學會 （页面存档备份，存于）（繁體中文）